# Data Manipulation Language
Die Data Manipulation Language (DML; deutsch Datenbearbeitungssprache) ist der Teil einer Datenbanksprache, die verwendet wird, um Daten zu schreiben, zu lesen, zu ändern und zu löschen. DML ist die Datenver- oder Datenbearbeitungssprache einer Datenbank und schließt die Formulierung von Abfragen ein.
Für frühere und heutige Systeme sind zum Teil sehr verschiedene Ausprägungen der DML entworfen worden. Beispiele:
- In den historischen IMS-Datenbanken ist die eigenständige DML namens DL/I eine Sprache für andere Computer-Programme. Beispiel:

```
CALL
 
PLITDLI
(
FOUR
,
 
'GHU '
,
 
DB_PCB
,
 
IO_AREA
,
 
SSA1
)

```

- In SQL liegt sie, neben Data Definition (DDL) und Data Control Language (DCL), in Form englischer Befehlsklauseln vor. Beispiele:

```
DELETE
 
FROM
 
bestellungen
 
WHERE
 
bestellstatus
 
IS
 
NULL

SELECT
 
postleitzahl
,
 
stadt
 
FROM
 
kunden
 
ORDER
 
BY
 
postleitzahl

```

Während in den ersten zwanzig Jahren der Datenbanktechnik die DML hauptsächlich zur Programmierung verwendet wurde, wird heute auch Wert auf die direkte Verwendung durch Benutzer gelegt. So kann z. B. die SQL-DML in den meisten Systemen auch interaktiv als Kommandosprache verwendet werden. Auch ist heute in der Regel das Wissen über interne technische Speicherstrukturen nicht mehr notwendig, um entsprechende Verarbeitungsbefehle formulieren zu können. In diesem Fall spricht man von deskriptiven (beschreibenden) Sprachen.

## Sonderstellung der Abfrage
Die Sprachelemente zur Datenabfrage (bei SQL sind das die Schlüsselwörter SELECT, JOIN, WHERE etc.) werden aufgrund ihrer Sonderstellung manchmal einer eigenen Kategorie Data Query Language (DQL, „Datenabfragesprache“), seltener auch Data Retrieval Language (DRL), zugeordnet. Diese Einteilungen sind jedoch unüblich und nicht standardisiert. Die Zuordnung zur Kategorie DML lässt sich damit erklären, dass die Daten bei einer Abfrage selten in ihrer ursprünglichen Form, sondern meist „manipuliert“ (gefiltert, sortiert etc.) ausgeliefert werden.

## SQL
In der praktisch wichtigen Structured Query Language lautet die Syntax wie folgt:
```
   
INSERT
 
INTO
 
Relation
 
[(
 
Attribut
+
 
)]
 
VALUES
 
(
 
(
 
Konstante
+
 
)
 
)
+

   
INSERT
 
INTO
 
Relation
 
[(
 
Attribut
+
 
)]
 
SFW
-
Block

   
UPDATE
 
Relation
 
SET
 
(
Attribut
=
Ausdruck
)
+
 
[
WHERE
 
Where
-
Klausel
]

   
MERGE
 
INTO
 
Relation
 
USING
 
Quelle
 
ON
 
Join
-
Klausel

       
WHEN
 
MATCHED
 
UPDATE
 
SET
 
(
Attribut
=
Ausdruck
)
+

       
WHEN
 
NOT
 
MATCHED
 
[
BY
 
TARGET
]
 
INSERT
 
(
Attributliste
)
 
VALUES
 
(
Ausdruckliste
)

       
[
WHEN
 
NOT
 
MATCHED
 
BY
 
SOURCE
 
DELETE
]

   
DELETE
 
FROM
 
Relation
 
[
WHERE
 
Where
-
Klausel
]

   
TRUNCATE
 
Relation

```

Mit INSERT können explizit konstruierte Tupel oder die Ergebnisse eines
SFW-Blocks in eine Relation eingefügt werden. Dabei kann jeweils mehr
als eine Zeile verarbeitet werden.
- Ausdruck aus der

UPDATE-Anweisung kann insbesondere auch auf das zu manipulierende
Attribut Bezug nehmen wie zum Beispiel in
```
UPDATE
 
Personal
 
SET
 
Gehalt
=
Gehalt
*
2
 
WHERE
 
Abteilung
=
'EDV'

```

- Wird bei DELETE die WHERE-Klausel weggelassen, werden alle Tupel gelöscht, aber nicht das Relationsschema.

Die TRUNCATE-Anweisung leert eine Tabelle vollständig und setzt im
Unterschied zu DELETE FROM Table auch jegliche
Indizes (Die dem Index zugrundeliegende Datenstruktur wird komplett geleert)
und Auto-Increment-Werte auf die Standardwerte. Zu beachten
ist, dass TRUNCATE bei einigen DBMS, wie zum
Beispiel MSSQL, keine Trigger auslöst.
Beispiele:
```
INSERT
 
INTO
 
Student
 
(
MatrNr
,
 
Name
)
 
VALUES
 
(
27123
,
 
'Meier'
)

```

Fügt eine Zeile mit den geg. Werten für die Spalten MatrNr und Name in die Tabelle Student hinzu.
```
INSERT
 
INTO
 
Student
 
(
MatrNr
,
 
Name
)
 
VALUES
 
(
27124
,
 
'Schulz'
),
 
(
27125
,
 
'Schmidt'
)

```

Fügt zwei Zeilen mit den angegebenen Werten für die Spalten MatrNr und Name in die Tabelle Student hinzu.
```
INSERT
 
INTO
 
Student
 
VALUES
 
(
27126
,
 
'Schmidt'
)

```

Beim INSERT-Statement kann die erste Klammer mit den Attribut-Namen
auch weggelassen und direkt mit values() die Werte eingefügt werden.
Allerdings müssen dann die Werte in der gleichen Reihenfolge wie in der
Tabellendefinition angegeben werden. Zusätzlich müssen Werte für alle
Spalten der Tabelle bereitgestellt werden.
```
INSERT
 
INTO
 
Student
 
(
MatrNr
,
 
Name
)
 
SELECT
 
MatrNr
,
 
Name
 
FROM
 
Student_alt

```

Lädt alle Studenten aus der Tabelle Student_alt in die Tabelle Student.
```
UPDATE
 
Student
 
SET
 
Name
 
=
 
'Meier'
 
WHERE
 
MatrNr
 
=
 
27124

```

Ändert den Wert der Spalte Name in der Tabelle Student für eine bestimmte MatrNr.
```
DELETE
 
FROM
 
Student

```

Löscht alle Zeilen aus der Tabelle Student.
```
DELETE
 
FROM
 
Student
 
WHERE
 
MatrNr
 
=
 
27124

```

Löscht die Zeile mit der MatrNr 27124 aus der Tabelle Student.
```
TRUNCATE
 
TABLE
 
Student

```

Leert die Tabelle Student und setzt den eventuell vorhandenen
Auto-Increment-Wert auf den definierten Standard (meistens 1).

## Andere Sprachelemente der Datenbank
- Data Definition Language
- Data Control Language
- Transaction Control Language